# جيف لين
جيف لين (بالإنجليزية: Jeff Lynne)‏ (و. 1947  م) هو مغن مؤلف، وعازف قيثارة، وملحن، وموسيقي، وعازف بيانو، ومنتج أسطوانات، وطبال بريطاني، يستخدم آلات قيثارة، وبيانو، وهو عضوٌ في ترافيلين ويلبيرز (فرقة موسيقية).

## روابط خارجية
- جيف لين على موقع IMDb (الإنجليزية)
- جيف لين على موقع الموسوعة البريطانية (الإنجليزية)
- جيف لين على موقع ميوزك برينز (الإنجليزية)
- جيف لين على موقع قاعدة بيانات برودواي على الإنترنت (الإنجليزية)
- جيف لين على موقع إن إن دي بي (الإنجليزية)
- جيف لين على موقع أول ميوزيك (الإنجليزية)
- جيف لين على موقع ديسكوغز (الإنجليزية)
- جيف لين على موقع ديسكوغز (الإنجليزية)
- جيف لين على موقع ديسكوغز (الإنجليزية)
- جيف لين على موقع قاعدة بيانات الفيلم (الإنجليزية)